# 赵长安
赵长安（1963年10月—），男，汉族，河南永城人。1980年10月参加工作，1991年5月加入中国共产党。2017年1月起担任湖北省潜江市政协副主席。